# Broadway (Londres)
Pour les articles homonymes, voir Broadway (homonymie).
Broadway est une avenue de la ville de Londres, Royaume-Uni.

## Situation et accès
Elle se situe dans la Cité de Westminster, au nord de Victoria Street.
La station de métro la plus proche est St. James's Park, desservie par les lignes  Circle  District.

## Bâtiments remarquables et lieux de mémoire
- No 10 : ancien siège de New Scotland Yard.
- No 55 : Broadway House, construite en 1927-1929 par Charles Holden[1].